# Dolichopus longisetus
Dolichopus longisetus är en tvåvingeart som beskrevs av Negrobov 1977. Dolichopus longisetus ingår i släktet Dolichopus och familjen styltflugor. Inga underarter finns listade i Catalogue of Life.